# 羅傑承
羅傑承（英語：Steven Lo Kit Sing，1959年6月8日—），港澳企業家，博美投資集團有限公司創辦人及董事會主席，投資於港澳地產、娛樂、飲食及體育事業，他於1992年至1994年擔任香港甲組足球聯賽南華足球隊主任，於2006年再度出任至2014年；他亦為前香港足球總會副主席暨董事及香港中華業餘體育協會會長。

## 生平
羅傑承在澳門出生，叔公乃維他奶創辦人羅桂祥，父親是澳門維他奶的經理，祖籍廣東梅縣。羅傑承早年在澳門生活，就讀粵華中學，直至1977年中學畢業後才前往香港發展個人事業，與友人開設金城企業有限公司。於1990年代初，羅傑承曾經和黃百鳴合組永高電影有限公司，數年後因意見不合而退出永高，永高其後在1990年代中清盤結業。1995年10月18日晚上，羅傑承與女友陳加玲途經尖沙嘴時，被數名持刀兇徒斬傷，身中三刀，手筋被斬斷，送院治理後並無大礙。
羅傑承與梁芷珊於2002年2月13日在美國拉斯維加斯百樂宮酒店結婚，2003年女兒羅樂桐出生。2018年2月14日，羅傑承表示在2017年底已經與梁芷珊離婚。

## 足球

### 南華足球會
1992年至1994年，首次出任香港甲組足球聯賽南華足球隊主任。2006年，羅傑承應南華體育會會長許晉奎邀請，再次出任南華體育會足球部主任，帶領足球隊從前一屆的降班球隊搖身一變成為「三冠王」（香港甲組足球聯賽、高級組銀牌及足總盃三項賽事冠軍）。2007年，南華足球隊成功衛冕香港甲組足球聯賽及奪得聯賽盃，成為「雙料冠軍」。2008年，南華足球隊宣佈慶祝成立一百週年，並且成功達到香港甲組足球聯賽三連冠。2009年，南華晉級亞洲足協盃四強，雖然最終無晉身決賽，惟益該年10月21日晚上進行的四強次回合賽事，創下香港大球場改建後非外隊表演賽的首次滿座紀錄。現時擔任香港中華業餘體育協會會長。
2014年，羅傑承不再續任南華足主，一般相信與他涉及歐文龍貪污案並罪成有關。

### 天水圍飛馬
羅傑承現時為香港超級足球聯賽球隊天水圍飛馬的班主。

## 家庭
羅傑承育有三名女兒、一名兒子。分別是長女羅雪儀、二女羅欣儀、三子羅旭峰和幼女羅樂桐。其中，長女羅雪儀2018年9月嫁予於英國唸書時認識之未婚夫Colin。。
2018年2月14日，羅傑承與梁芷珊離婚，15年夫妻情正式結束。二人有共識共同撫養所生的女兒羅樂桐。

## 名下馬匹
羅傑承、前妻梁芷珊和女兒羅雪儀是香港賽馬會的會員，名下馬匹包括羅馬（Roma Pegasus）、羅馬奔騰（Roma Thunder）、天下兵器（Best Military，馬主為2008/2009年度沈集成練馬師賽馬團體）、永不回望（Never Look Back，馬主為2007/2008年度蘇保羅練馬師賽馬團體）、軍事行動（Military Move）、軍事攻略（Xtension）、軍事出擊（Military Attack）、軍事機密（Military Secret）和軍事任命（Military Command）。「軍事攻略」在2011年、2012年連續兩屆贏得寶馬冠軍一哩賽，「軍事行動」來港前是2010年新西蘭打吡冠軍，來港後更在2011-2012馬季取得兩場頭馬（包括半島金禧挑戰盃）。此外，「軍事出擊」在2011/12馬季及2012/13馬季分別取得兩場及五場頭馬（包括一月盃、花旗銀行香港金盃、精英碟、愛彼女皇盃及新航國際盃），其中花旗銀行香港金盃為本地一級賽，愛彼女皇盃及新航國際盃均為國際一級賽，「軍事出擊」更獲香港賽馬會頒發2012-13 「香港馬王」殊榮。「軍事機密」雖然在港一出即勝，但其後因傷患困擾而退役。

## 涉及歐文龍貪污案
澳門國際機場對開5幅土地被發展成為華人置業旗下豪宅──御海．南灣，被法庭認為是前運輸工務司司長歐文龍直接干預下所致結果，由他指定邀標公司，又不管標書內容如何，完全漠視公眾利益。成功投得該地皮的是香港商人劉鑾雄與羅傑承。2014年3月14日，羅傑承被控洗黑錢罪名成立，被澳門初級法院判監5年3個月。同月17日，他於公司舉行記者招待會及發表聲明，表示已經就此案向澳門初級法院判決提出上訴，亦聲明無做過判決中所指控的不法行為。2015年7月17日，澳門中級法院裁定羅傑承所有上訴理由均不成立，不審理檢察院提出的上訴。根據澳門《刑事訴訟法典》，被判囚8年以下徒刑而經二審維持原判的案件，不得再向終審法院提出上訴。由於香港和澳門沒有引渡協議，只要他們不入境澳門，便不用服刑。

## 以其命名的事物
- 保良局羅傑承（一九八三）中學

## 外部連結
- 博美娛樂官方網頁 （页面存档备份，存于）
- 南華足球隊官方部落 （页面存档备份，存于）